# Senén Canido Pardo

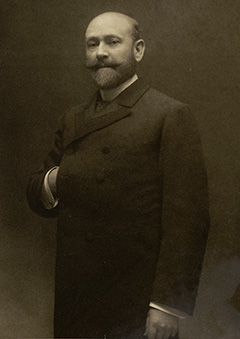
Retrato de Senén Canido

Senén Canido y Pardo (Pontevedra, c. 1847-Pontevedra, 1929) fue un abogado y político español, diputado y senador en las Cortes de la Restauración, además de presidente del Tribunal de Cuentas del Reino entre 1915 y 1922.

## Biografía
De profesión abogado, nació en Pontevedra a mediados del siglo XIX. Fue diputado varias veces durante la Restauración, todas ellas por distritos de la provincia de Orense, entre 1884 y 1919, además de senador entre 1919 y 1923. Se distinguió como polemista ilustrado en el Ateneo y en la Academia de Jurisprudencia.
En octubre de 1915 fue nombrado presidente del Tribunal de Cuentas del Reino, cargo que desempeñó hasta mayo de 1922.
Falleció el 27 de agosto de 1929 en Pontevedra, a la edad, según prensa, de ochenta y dos años. Fue padre, junto a Eloísa Carrere Moreno, del escritor Emilio Carrere, si bien se desentendió de su crianza.